# Antonio Berti (pittore)
Antonio Berti (Faenza, 20 settembre 1830 – Faenza, 14 luglio 1912) è stato un pittore italiano.

## Biografia
Nacque a Faenza il 20 settembre 1830 da una famiglia di umili condizioni.
Compì i primi studi presso il Ginnasio, poi presso la Scuola di Disegno sotto la guida dell’incisore G. Marri, dell’architetto Pietro Tomba e del pittore Achille Farina scoprendo la propria inclinazione verso la pittura. Nel 1852 si trasferì a Firenze grazie all’aiuto di benefattori faentini e completò gli studi presso l’Accademia di Belle Arti con l’insegnamento di Antonio Ciseri ed Enrico Pollastrini. Durante questo periodo strinse amicizia con Odoardo Borrani e Luigi Bechi avendo così modo di frequentare il gruppo di macchiaioli che riconobbero le sue capacità. Lo stesso Stefano Ussi nel 1854 lo volle come collaboratore nella stesura dell’abbozzo a chiaroscuro La cacciata del duca d’Atene.
A causa nel 1857 della morte del padre, dovette rientrare a Faenza per difficoltà finanziarie, svolgendo svariati lavori. Nel 1864 vinse il concorso della Cattedra di Disegno ornamentale e figurato presso la Scuola di Disegno succedendo a Farina. Con la trasformazione della Scuola di Disegno in Scuola d’Arte e Mestieri, Antonio Berti ne divenne il direttore fino al 1906. Durante questo periodo diede un preciso indirizzo per una formazione rigorosa ai giovani nei quali intuiva il talento, sollecitando il loro interesse ma lasciando allo stesso tempo spazio all’espressione individuale. Alcuni tra i suoi più celebri studenti furono Francesco Rava, Antonio Argnani, Domenico Baccarini, Orazio Toschi; gli scultori Ercole Drei e Domenico Rambelli; i ceramisti Pietro Melandri, Anselmo Bucci, Riccardo Gatti.
Lasciata la scuola per l’anzianità, Antonio Berti che aveva da sempre condotto una vita solitaria, si ritirò presso la famiglia A. Mazzotti che lo assistette fino alla morte avvenuta nel 1912 curando inoltre la destinazione delle sue opere alle appropriate raccolte pubbliche. 

## Giudizio critico
Il temperamento artistico e la sensibilità del Berti emergono nelle sue rappresentazioni delle nature morte, dei fiori, delle vedute dei busti, ma in modo particolare nei ritratti ad olio. Le sue conoscenze tecniche gli permisero di praticare anche il genere dell’affresco, realizzato all’interno dei soffitti di alcuni palazzi faentini e nell’atrio del Teatro Comunale. Eseguì anche restauri di affreschi nella Cappella della Madonna del popolo in Cattedrale e dell’affresco di Gerolamo da Treviso nella chiesa della Commenda. Dal 1867 Antonio Berti si dedicò alla ceramica lavorando presso la fabbrica Ferniani e realizzando opere con le diverse tecniche: dipinti a sanguigna, ad impasto policromo, a mezza macchia monocroma.
La rivalutazione critica del Berti risale a pochi anni fa. Inizialmente i suoi quadri, i suoi disegni furono considerati degli “schizzi” "di qualcosa che avrebbe potuto più ampiamente affermarsi grazie alle risorse di un temperamento pittorico felicemente quotato" (Catal.della mostra…,1926). Solo nel 1955, in occasione della mostra degli artisti romagnoli dell'Ottocento, la critica lo rivalutò riconoscendo nelle sue opere la personalità artistica che servì da formazione a numerosi artisti faentini dei primi decenni del novecento.

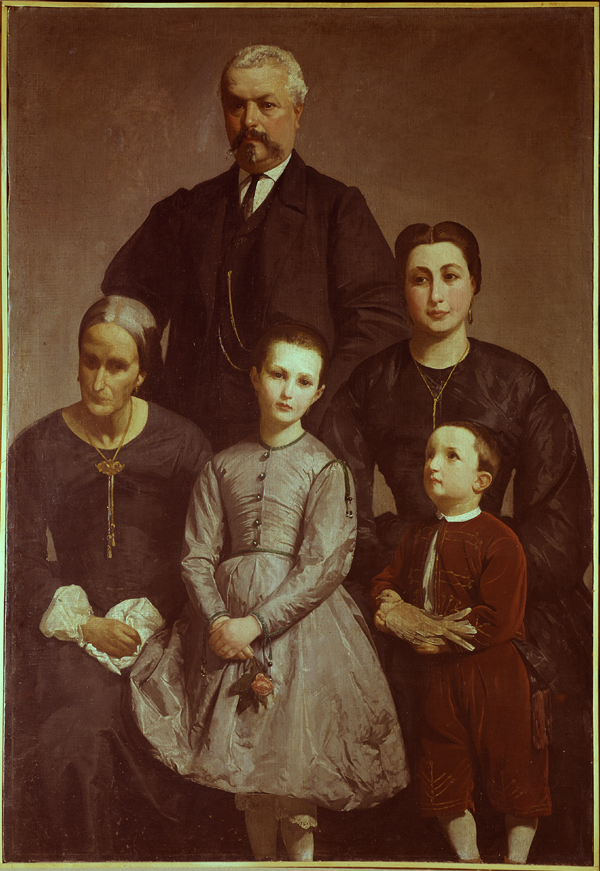
Famiglia Castellani

## Opere
- Faenza, Pinacoteca Comunale: La Famiglia Castellani, su bbcc.ibc.regione.emilia-romagna.it., olio su tela.
- Faenza, Pinacoteca Comunale: Ritratto della signora Biffi-Gentili, su bbcc.ibc.regione.emilia-romagna.it., olio su tela
- Faenza, Pinacoteca Comunale: Ritratto di Giovanni Battista Gatti, su bbcc.ibc.regione.emilia-romagna.it., olio su tela.
- Faenza, Pinacoteca Comunale: Asinello, su bbcc.ibc.regione.emilia-romagna.it., olio su tela.
- Faenza, Pinacoteca Comunale: La guardiana di tacchini, su bbcc.ibc.regione.emilia-romagna.it., olio su tela.
- Faenza, Pinacoteca Comunale: Ritratto di vecchia con cuffia e scialle, su bbcc.ibc.regione.emilia-romagna.it., olio su tela.
- Faenza, Museo del Risorgimento: Ritratto di Vittorio Emanuele II, su bbcc.ibc.regione.emilia-romagna.it., olio su tela.
- Faenza, Museo del Risorgimento: Ritratto di Giuseppe Garibaldi, su bbcc.ibc.regione.emilia-romagna.it., olio su tela.